# كلير ناصر
كلير ناصر (بالإنجليزية: Clare Nasir)‏ هي عالمة أرصاد ومذيعة بريطانية، ولدت في 20 يونيو 1970 في ميلتون كينز في المملكة المتحدة.

## وصلات خارجية
- كلير ناصر على موقع IMDb (الإنجليزية)
- كلير ناصر على موقع قاعدة بيانات الفيلم (الإنجليزية)